# Гетеротермные животные
Гетеротермные животные (от гетеро… и греч. therme — тепло) — некоторые гомойотермные и пойкилотермные животные, которые могут изменять интенсивность собственной теплопродукции. 
К ним относятся многие из насекомоядных, грызунов, летучие мыши, медведи и так далее. Гетеротермия свойственна также ряду мелких птиц с быстрым обменом веществ, с её помощью переживающих ночное время, а также периоды бескормицы. Так, стрижи в дождливую погоду способны голодать до 4-х дней, при этом температура их тела падает до 20  °C. Цепенеют на ночь и колибри, температура их тела снижается при этом до 20—17 °C.
Среди холоднокровных гетеротермия встречается у некоторых летающих насекомых и рыб, питонов. В определённом состоянии температура их тела может значительно превышать температуру среды (например, во время полёта), но поддерживать её на постоянном уровне такие животные не способны. 